# A szépség és a szörnyeteg 2. – Varázslatos karácsony
A szépség és a szörnyeteg 2. – Varázslatos karácsony (eredeti cím: Beauty and the Beast: The Enchanted Christmas) 1997-ben megjelent amerikai rajzfilm, amely a Szépség és a szörnyeteg-sorozat második része. A rajzfilm a számítógépes animációs technikával készült. Az animációs játékfilm rendezője Andy Knight, producerei Lori Forte és Susan Kapigian. A forgatókönyvet Flip Kobler, Cindy Marcus, Bill Motz és Bob Roth írta, a zenéjét Rachel Portman szerezte. A videofilm a Walt Disney Pictures és a DisneyToon Studios gyártásában készült, a Walt Disney Home Video forgalmazásában jelent meg. Műfaja zenés fantasyfilm.
Amerikában 1997. november 11-én, Magyarországon 1998. november 3-án adták ki VHS-en.